# Sarrazac (Dordogne)
Sarrazac (okzitanisch: Sarrasac) ist eine französische Gemeinde mit 364 Einwohnern (Stand: 1. Januar 2022) im Département Dordogne in der Region Nouvelle-Aquitaine. Die Gemeinde gehört zum Arrondissement Nontron und zum Kanton Isle-Loue-Auvézère. Zuständiger Gemeindeverband ist die Communauté de communes Isle-Loue-Auvézère en Périgord. Die Einwohner werden Sarrazacois bzw. Sarrazacoises genannt.

## Etymologie
Sarrazac dürfte sich vom gallorömischen Eigennamen Sarratius oder Cerratius herleiten, welchem der Suffix -acum nachgestellt ist. Sarratiacum bzw. Cerratiacum bedeutet somit das Anwesen oder Gut des Sarratius bzw. Cerratius.

## Geographie

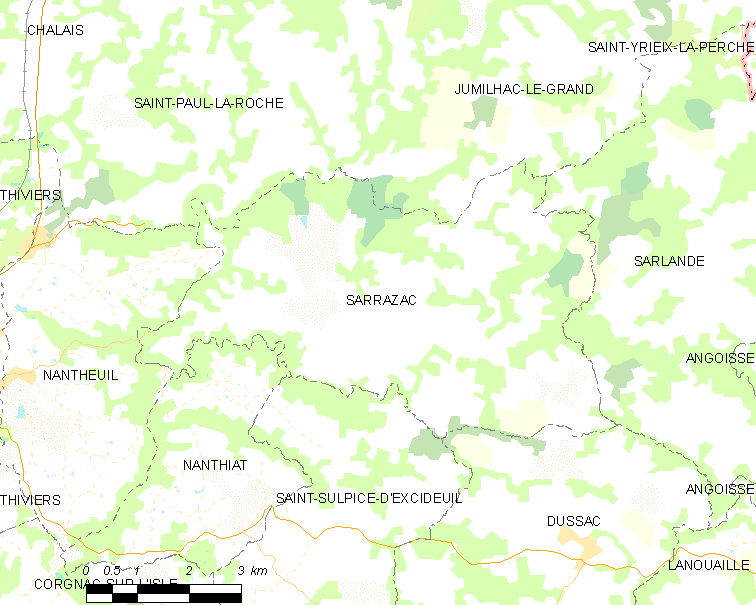
Lagekarte von Sarrazac

Sarrazac liegt etwa 52 Kilometer nordöstlich von Périgueux. Thiviers im Westsüdwesten ist 9 Kilometer entfernt, nach Lanouaille im Südosten sind es 10 Kilometer (Luftlinie). 
Umgeben wird Sarrazac von folgenden Nachbargemeinden:
| Saint-Paul-la-Roche |                                             | Jumilhac-le-Grand |
| Nantheuil           | Kompassrose, die auf Nachbargemeinden zeigt | Sarlande          |
| Nanthiat            | Saint-Sulpice-d’Excideuil                   | Dussac            |

Die Gemeinde besteht aus folgenden Geländepunkten, Weilern, Gehöften und Mühlen:
Agugnac, Ancheyrat, Bois du Boucheron, Bos Brune, Braudy, Caillou Blanc, Camelas, Château, Fayolle, Freyssignac, Garniment, Gengiraud (Gengireau), Goudour, Grand Champ, La Basse Nolphie, La Basse Rebeyrolie, La Betoule, La Blancherie, La Croix du Bost, La Chapoulie, La Combe, La Coutille, La Dehardie, La Lavatre, La Mouthe, La Nolphie, La Peyssie, La Pouge, La Rebeyrolie, La Tarrade, La Vigne, Langlade, Laupilière, Le Bost, Le Breuil, Le Buisson, Le Capuchou, Le Clos du Tourchou, Le Coderc, Le Juge, Le Malussin, Le Mas, Le Maupas, Le Moulin de la Tour, Le Moulin du Breuil(h), Le Poirier, Le Retour, Le Roulet, Le Senadis, Les Petits Champs, Les Prades, Leygadoux, Lingringeau, Nègrevergne, Peyronias, Roche Merle, Sapharey, Torsac und Vieux Sarrazac. 
Der topographisch niedrigste Punkt der Gemeinde Sarrazac liegt auf 155 Meter im äußersten Westen am Zusammenfluss von Isle und Lavaud. Der höchste Punkt nimmt 349 Meter ein und befindet sich im Nordosten nördlich von Grand Champ. Die absolute Höhendifferenz beträgt 194 Meter, die durchschnittliche Meerhöhe 252 Meter. Das Rathaus kommt auf 289 Meter zu liegen. 
Die Gemeinde besitzt eine Gesamtfläche von 29,89 Quadratkilometer. 

### Verkehrsanbindung
Der Ortskern von Sarrazac liegt an keiner Hauptverkehrsachse, befindet sich aber im Zentrum mehrerer Départementsstraßen. So quert die D 67 von Saint-Paul-la-Roche nach Dussac den Ortskern. Über die D 81 besteht eine Verbindung nach Thiviers. Die D 79 von Jumilhac-le-Grand erreicht ebenfalls den Ort und führt dann weiter nach Nanthiat im Südwesten. Die D 81 E2 leitet nach Sarlande im Osten hinüber. 

### Bodenbedeckung

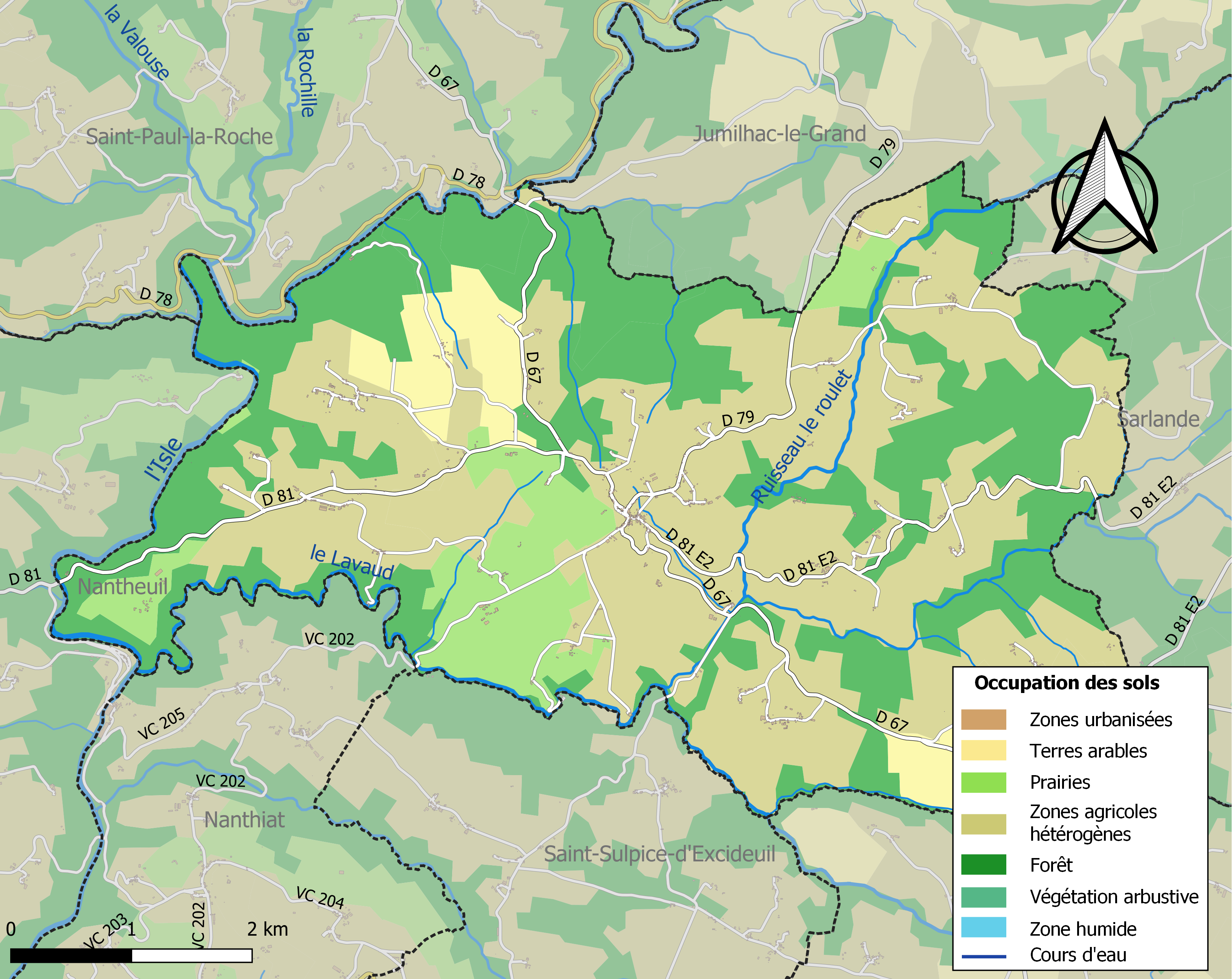
Bodenbedeckung in Sarrazac

Die Bodenbedeckung der Gemeinde Sarrazac schlüsselt sich im Jahr 2018 gemäß der europäischen Datenbank CORINE Land Cover (CLC) wie folgt auf:
- heterogene landwirtschaftliche Nutzung – 51,2 %
- Wälder – 34,6 %
- Wiesen – 8,5 %
- Kulturland – 3,8 %
- Ackerland – 1,9 %.

Die landwirtschaftliche Nutzung steht eindeutig im Vordergrund. Der Anteil der landwirtschaftlichen Nutzflächen ist mit 65,4 % im Vergleich zum Jahr 1990 unverändert.

## Klima
Das Klima in Sarrazac ist gemäßigt; Regen fällt übers Jahr verteilt. Die Gemeinde besitzt ein abgeschwächtes ozeanisches Klima  mit gemäßigtem Sommer (Cfb nach Köppen und Geiger), das sich durch folgende Parameter auszeichnet:
| Klimaparameter im Zeitraum 1971–2000 |
| --- |
| - Jahresmittel: 11,7 °C - Anzahl der Tage unter −5 °C: 3,2 - Anzahl der Tage oberhalb 30 °C: 5,4 - Maximum im Tages-Temperaturunterschied: 14,9 °C - Jahresniederschlag: 1011 mm - Niederschlagstage im Januar: 13,2 - Niederschlagstage im Juli: 7,4 |

Durch den Klimawandel zeichnen sich Erhöhungen im Jahresmittel ab, die sich bereits auch bemerkbar machen. So ist beispielsweise an der 49 Kilometer entfernten Wetterstation in Limoges-Bellegarde das langjährige Jahresmittel von 11,2 °C für 1971–2000 über 11,4 °C für 1981–2010 auf 11,8 °C für 1991–2020 angestiegen – ein Zuwachs um 0,6 °C innerhalb von 20 Jahren.

## Hydrographie

Hydrographische Karte der Gemeinde Sarrazac

Hauptfluter in der Gemeinde Sarrazac ist die in Südrichtung abfließende Isle. Sie besitzt eine Gesamtlänge von 255,29 Kilometer und entspringt in der Haute-Vienne in der Gemeinde Janailhac. Als rechter Nebenfluss ergießt sie sich in die Dordogne gegenüber Arveyres, an der Grenze zwischen Fronsac und Libourne. Auf insgesamt 10 Kilometern bildet sie die Gemeindegrenze zu Saint-Paul-la-Roche im Nordwesten und Nantheuil im Westen.
Zwei linke Nebenflüsse der Isle im Gemeindegebiet sind der Ruisseau de Combeyrol und der Lavaud. Der Ruisseau de Combeyrol bildet auf seinen letzten 600 Metern die Gemeindegrenze zu Jumilhac-le-Grand im Norden. Der 11,7 Kilometer lange Lavaud entspringt in der Gemeinde Dussac und mündet gegenüber der Gemeinde Nantheuil (gegenüber Castilloux) in die Isle. Er bildet auf 4,5 Kilometer die Gemeindegrenze zu Saint-Sulpice-d’Excideuil im Süden und zu Nanthiat im Südwesten.
Ein rechter Seitenarm des Lavauds ist der Cachinaud, der im Südosten auf 2,5 Kilometer die Grenze zu Dussac definiert. Ein weiterer rechter Seitenarm des Lavauds ist der Boucheron. Dessen rechter Seitenarm wiederum ist der Laveau (auch Roulet genannt). Der Boucheron durchzieht von Osten nach Süden die Gemeinde auf mehr als 5 Kilometer, wobei die ersten 500 Meter als Grenze zu Sarlande fungieren. Der 11,71 Kilometer lange Laveau hat seine Quelle in der Gemeinde Jumilhac-le-Grand und mündet rechtsseitig in den Boucheron 1,2 Kilometer südöstlich des Ortskerns. Er durchfließt die östliche Hälfte der Gemeinde auf 5 Kilometern.
Der Mulet entwässert als einziger Flusslauf im Gemeindegebiet nach Südost – als rechter Seitenarm der Loue. Er entsteht im Südosten der Gemeinde, die er auf 750 Meter durchfließt, davon 500 Meter als Grenze zu Sarlande.
Die Isle und ihre Nebenflüsse sowie die Loue gehören zum Flusssystem Isle-Dronne.
Die Gesamtlänge des Entwässerungsnetzes in der Gemeinde Sarrazac beträgt 49 Kilometer.

## Geologie

Geologische Karte von Sarrazac

Die Gemeinde Sarrazac liegt vollständig auf dem metamorphen Grundgebirge des nordwestlichen Massif Central. Die Gesteine des Anstehenden gehören zur Unteren und Oberen Gneisdecke. Im südwestlichen Drittel erscheint sodann die Thiviers-Payzac-Einheit.

### Untere Gneisdecke
Die Untere Gneisdecke steht in der Nordosthälfte an und bildet hier die tektonisch tieferliegende Einheit. Sie besteht aus zentral gelegenen plagioklashaltigen Paragneisen (ζ1-2 – hellgrün auf der ursprünglichen geologischen Karte), die im Norden und Süden von Leptyniten (mλb3-4) begleitet werden. Die Leptynite gehören zum Bogen von Sarlande. Die Untere Gneisdecke reicht bis an den Ortskern von Sarrazac heran, wird aber dann etwas weiter westwärts von einer steilstehenden, mehr oder weniger Nord streichenden Störungszone – der Sarrazac-Störung – jäh abgeschnitten. Eine Besonderheit in der Unteren Gneisdecke ist das eingeschuppte, nach Nordost orientierte,  ultrabasische Sarrazac-Massiv im Norden der Gemeinde, das ebenfalls durch diese Störung abgeschnitten wird. 
Eingeschlossen in Glimmerschiefer am Außenrand des Sarrazac-Massivs (ξ1) sind basische und ultrabasische Gesteine (δθπ), vorwiegend Metagabbros und Peridotite, d. h. Gesteine der ehemaligen ozeanischen Kruste. Das Sarrazac-Massif enthält zahlreiche tektonische Linsen an serpentinisierten Peridotiten (δπ1) und an Amphiboliten (δθ3) sowie Serpentinitvorkommen (σπ1). 

### Obere Gneisdecke
Die tektonisch höher liegende Obere Gneisdecke folgt im Ostabschnitt südlich auf die Leptynite der Unteren Gneisdecke, um dann in etwa auf der Linie Ortskern von Sarrazac bis etwas südlich von La Chapoulie von der nächsthöheren Thiviers-Payzac-Einheit abgelöst zu werden. Im Abschnitt westlich der Sarrazac-Störung nimmt die Obere Gneisdecke die gesamte nördliche Hälfte ein. Die Trennlinie zur südlich folgenden Thiviers-Payzac-Einheit verläuft hier südwestlich von Freyssignac bis zum Ortskern von Sarrazac.
Die Obere Gneisdecke besteht wie die Untere Gneisdecke ebenfalls aus plagioklashaltigen Paragneisen (ζ1-2) und enthält im Norden mehrere Scherlinsen von Nordost-streichenden Leptyniten.
Anmerkung: Die Untere wurde von der Oberen Gneisdecke erst nach Erstellen der geologischen Blätter getrennt. Hauptgrund war die Schwierigkeit, die Paragneise aufgrund ihrer lithologischen Ähnlichkeit voneinander zu trennen.

### Thiviers-Payzac-Einheit
Die Thiviers-Payzac-Einheit im Südwesten und Süden beginnt mit dem  Payzac-Quarzit (tfρ3Χ). Im Payzac-Quarzit finden sich zwei Graphitzüge (gra) und mehrere, Hornblende und Andesin führende Amphibolitzüge (δ11). Einer dieser Amphibolitzüge enthält auch Epidot (δ11ep). Bei der Isle westlich von Freyssignac erscheint außerdem ein metamorphisiertes dazitisches Tuffband (tf). Alle diese gangartigen Einschaltungen streichen Ostsüdost und stehen steil bis senkrecht. Eingefaltet in den Payzac-Quarzit entlang der Südwestgrenze ist der Engastine-Mafit – Grünschiefer (S11δθ), die aus ehemaligen Doleriten und basaltischen Tuffen hervorgegangen sind. Er bildet drei engstehende Rücken, die ebenfalls Ostsüdost streichen. Auch in ihm treten drei kleine Graphitzüge auf. Im äußersten Südwesteck der Gemeinde erscheinen dann noch die Serizitschiefer des Donzenac-Schiefers (S1-2). Sie enthalten ebenfalls einen kleinen Amphibolitzug, Metavulkanite (ξgm) und einen Zug aus weißem Quarzit (χ).

### Lockersedimente
Kolluvium fluviatilen Ursprungs aus dem Altpleistozän, das möglicherweise ins Pliozän zurückgeht (Formation Fs), bedeckt im Ostabschnitt in drei größeren Körpern sowohl die Untere wie auch die Obere Gneisdecke. Die Schotter bestehen aus bis zu 30 cm großen Quarzgeröllen, eingebettet in einer Sandmatrix. Diese Körper bilden nach Südwest ausgelängte Zungen, die topographische Höhenrücken bedecken. Der nördliche und der mittlere Körper werden von abgeleitetem Kolluvium der Formation ACF ummantelt. An der Nordgrenze bei Le Roulet wird auch Kolluvium der Formation AC angetroffen. 
In den Talungen der Isle, des Lavauds, des Boucherons, des Laveaus (Roulets) und des Combeyrols hat sich holozänes Alluvium angesammelt (Formation K oder Fy3-z). Eine Besonderheit stellt eine Riß-zeitliche Niederterrasse dar (Formation Fw), welche sich am Zusammenfluss von Combeyrol und Isle östlich von Le Moulin du Breuilh erhalten hat.

### Metamorphose und Tektonik
Die Metamorphosebedingungen steigen in der Gemeinde Sarrazac generell von Süd nach Nord an. Dies ist insbesondere in der Thiviers-Payzac-Einheit gut zu erkennen. An der Mündung des Lavauds in die Isle wird der Isograd des Almandins überschritten, der größte Teil der Einheit befindet sich somit in der Biotit-Almandin-Zone. Südlich von Freyssignac am Nordrand der Einheit wird gerade noch der Staurolith-Isograd erreicht und somit die Almandin-Staurolith-Zone – recht hohe metamorphe Bedingungen für die Thiviers-Payzac-Einheit.
Die beiden Gneisdecken befinden sich in der Almandin-Staurolith-Zone. Aber auch sie zeigen ein allmähliches Ansteigen der metamorphen Bedingungen in Richtung Norden. Der Disthen-Isograd wird aber nicht mehr erreicht, er wird erst 2 Kilometer weiter nördlich in der Gemeinde Jumilhac-le-Grand verwirklicht. Nördlich vom Ortskern von Jumilhac-le-Grand sind dann die Bedingungen bereits so hoch, dass Anatexis erfolgt.
Der Deckenstapel beginnt mit der Unteren Gneisdecke in tiefster tektonischer Position im Norden. Sie wird von der Oberen Gneisdecke mit relativ flachem Winkel in nordwestlicher Richtung überschoben. An die Obere Gneisdecke dockt dann im Süden die Thiviers-Payzac-Einheit mit einem steilen und rechts verschiebenden Kontakt an.
Nach der Deckentektonik unterlag das Orogen einer Streckung in Ost-West-Richtung. In diesem Zusammenhang entstand die Sarrazac-Störung, an der die Deckenfront der Oberen Gneisdecke angehoben und dextral rückversetzt wurde. Die kataklastische Sarrazac-Störung hat den Gesteinsverband zerrüttet. An ihrem Nordende fiedert sie in die Nordnordwest- bis Nordwestrichtung in Leptyniten aus. Dabei hat sie Peridotite, granathaltige Amphibolite und Glimmerschiefer des Sarrazac-Massivs eingekeilt. Eine Besonderheit ist die hier eingequetschte Dolomitbrekzie von Combeyrol, die Fuchsit und Chromit enthält. An ihrem Südende bei Sarrazac setzt sich die Störung in rechts versetzten Staffeln innerhalb der Thiviers-Payzac-Einheit fort, die ebenfalls kataklastisch ausgebildet sind. Zusammen mit der Dussac-Störung etwas weiter im Osten ist die Sarrazac-Störung somit eine Antwort auf die erfolgte Streckung.
Eine kleine Nordnordost-streichende kataklastische Störung findet sich ferner an der Isle westlich von Château. Sie durchschlägt den Donzenac-Schiefer, jedoch ohne nennenswerten Seitenversatz.
Die Thiviers-Payzac-Einheit besitzt eine generelle Ostsüdost-streichende (N 110) Foliation bzw. Schieferung und manifestiert aufrechten Faltenbau mit Einfallswinkeln zwischen 70 und 90° in beiden Richtungen, wobei Nordvergenz vorherrscht. Mineralische Strecklineare, Faltenachsen und Knickfaltenachsen zeigen alle nach Ostsüdost und fallen flach in dieselbe Richtung ein. Die Obere Gneisdecke weist im Kontaktbereich mit der Thiviers-Payzac-Einheit praktisch dieselben Strukturelemente auf, ebenfalls mit vorherrschender Nordvergenz. Erst in einem gewissen Abstand macht sich eine Umstrukturierung bemerkbar – mit Nordost-Streichen und relativ flachem Einfallen der Foliation nach Südost (20 bis 40°). Gleichzeitig drehen die Lineare auf Südost und fallen etwas steiler ein (20 bis 30°). Die Untere Gneisdecke wird dann nur noch von dieser Umstrukturierung betroffen.

### Mineralisation
Einzig nennenswerte Mineralisierung ist das Auftreten von Pyrit am Lavaud südwestlich von Le Coderc. Hier handelt es sich wahrscheinlich um den eisernen Hut eines verborgenen Graphitzuges. Der Kohlenstoffgehalt in den Graphitzügen liegt unterhalb der wirtschaftlichen Abbauwürdigkeit.

## Naturrisiken

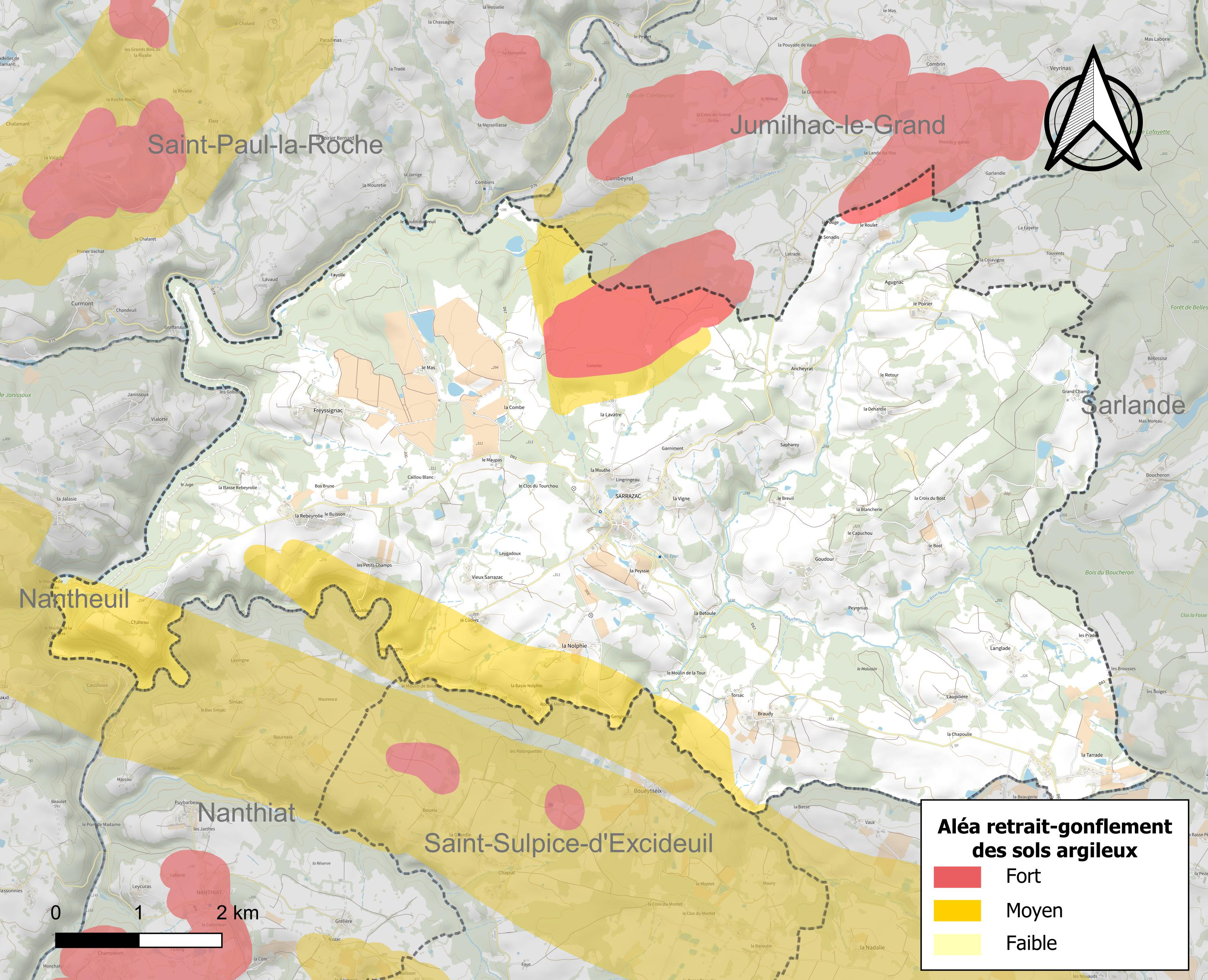
Risikokarte des Quellungs/Schrumpfungsverhältnisses von Tonmineralen in Böden für Sarrazac

Naturrisiken manifestieren sich in der Gemeinde Sarrazac als
- Überschwemmungen und den mit ihnen assoziierten Schlammströmen und Hangrutschungen in den Talungen der Isle und ihrer Nebenflüsse
- Dürren
- Stürme
- Bodensetzungen
- Radonemanationen.

In den Jahren 1982, 1986, 1993, 1999 und 2007 kam es aufgrund erhöhter Niederschläge zu größeren Bodenbewegungen und Rutschungen – insbesondere 1999 war schwer von Hangrutschungen betroffen.
Ein herausragendes Wintersturmereignis war das Sturmtief Martin im Dezember 1999, das enorme Schäden an den Wäldern und auch an der Infrastruktur hinterließ. Die Zerstörungen in den Wäldern sind selbst im Jahr 2022 noch zu erkennen.
Wie die Risikokarte zeigt, ist Sarrazac von der Gefahr durch Bodensetzungen betroffen – von starker Intensität im Bereich des ultrabasischen Sarrazac-Massifs und von mittlerer Intensität im Bereich des Engastine-Mafits und des Donzenac-Schiefers innerhalb der Thiviers-Payzac-Einheit im Südwesten.
Die Erdbebengefahr ist als relativ niedrig einzustufen, am Westrand des Massif Central sind recht seltene Beben der Stärke 3 auf der Richterskala bekannt.
Eine Radongefahr (Zone 3 mit signifikativem Radonpotential) besteht im Inneren von Gebäuden und geschlossenen Räumen.

## Ökologie

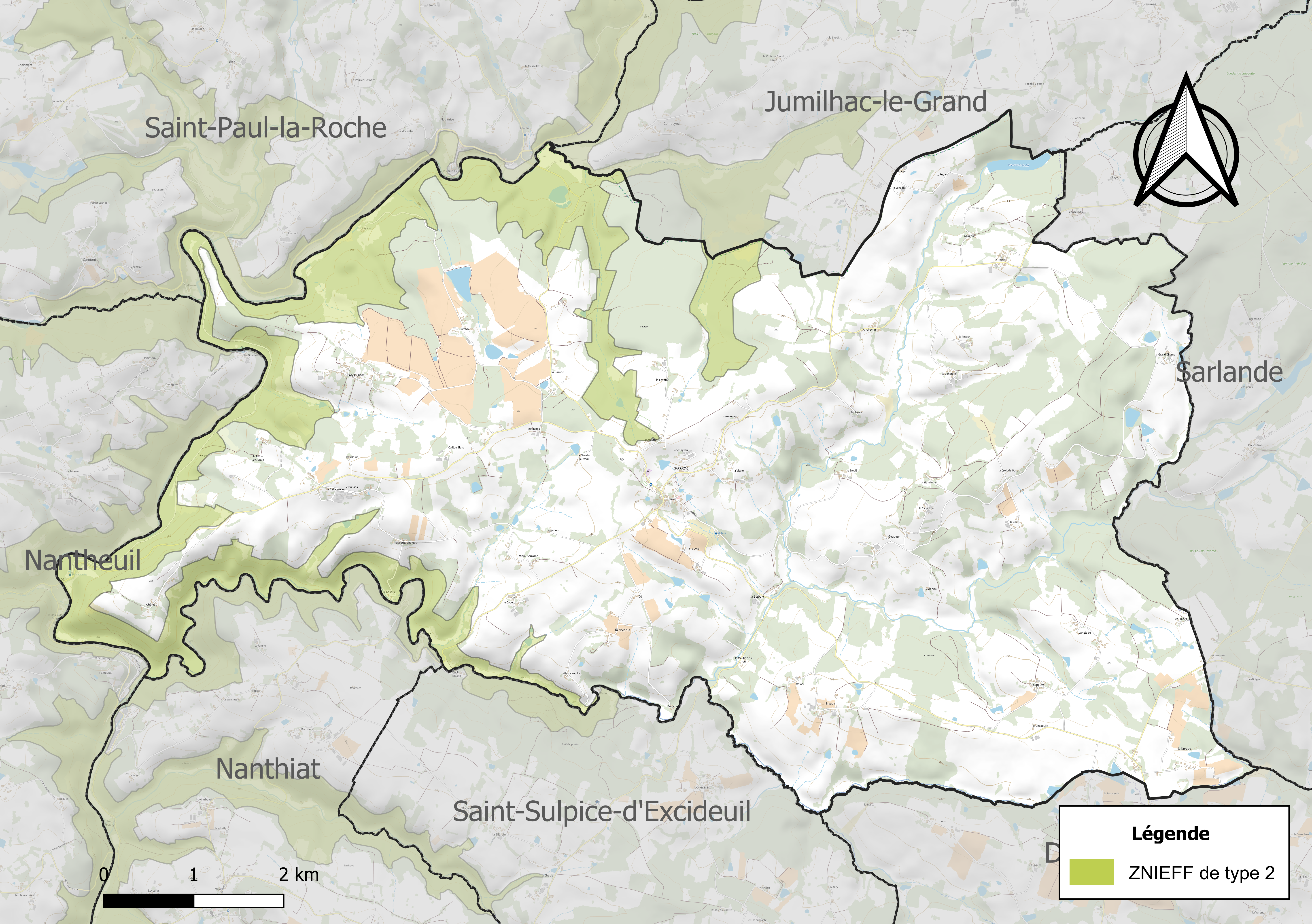
Schutzgebiete des Typus 2 in der Gemeinde Sarrazac

Vorwiegend bewaldete Schutzgebiete des Typus 2 (Französisch ZNIEFF = zone naturel d'interêt faunistique et floristique) besitzt die Gemeinde Sarrazac in den Schluchten der Isle an der Grenze zu Nantheuil und Saint-Paul-la-Roche im Westen und Nordwesten sowie in den Schluchten des Lavauds an der Grenze zu Nanthiat und Saint-Sulpice-d’Excideuil im Südwesten und Süden. Die Schutzgebiete erstrecken sich ferner auf die Mündung des Combeyrols in die Isle sowie auf dessen zwei linke, nach Süden orientierte Seitentäler, die beide das Sarrazac-Massiv umfließen.

## Geschichte
Ältestes Bauwerk in der Gemeinde Sarrazac ist die Ortskirche Saint-Hilaire-et-Saint-Léoben. Ihr Mauerwerk ist romanischen Ursprungs, die Gesamtarchitektur jedoch gotisch. Schriftlich wird die Gemeinde erstmals im 13. Jahrhundert bereits unter der jetzigen Bezeichnung Sarrazac erwähnt.

## Bevölkerungsentwicklung
| Jahr | Einwohner |  |
| 1962 | 823       |  |
| 1968 | 750       |  |
| 1975 | 592       |  |
| 1982 | 526       |  |
| 1990 | 478       |  |
| 1999 | 404       |  |
| 2005 | 395       |  |
| 2006 | 395       |  |
| 2010 | 377       |  |
| 2015 | 380       |  |
| 2018 | 374       |  |
| 2020 | 361       |  |

Quelle: INSEE
Die Bevölkerungszahlen von Sarrazac waren seit 1962 generell rückläufig, ihr Verfall hat sich aber seit 1999 sehr verlangsamt. Die Gemeinde hatte im Jahr 1896 noch 1540 Einwohner.
Im Jahr 2020 betrug die sehr geringe Bevölkerungsdichte 12,1 Einwohner pro Quadratkilometer.

## Verwaltung
Bürgermeister in der Gemeinde Sarrazac ist seit Mai 2020 Claudine Lafon.

## Präsidentschaftswahlen 2022
| Kandidaten                       | Kandidaten            | Parteien                      | Parteien            | 1. Wahlgang | 1. Wahlgang | 2. Wahlgang | 2. Wahlgang |
| Kandidaten                       | Kandidaten            | Parteien                      | Parteien            | Stimmen     | %           | Stimmen     | %           |
| -------------------------------- | --------------------- | ----------------------------- | ------------------- | ----------- | ----------- | ----------- | ----------- |
|                                  | Marine Le Pen         | Front national                | FN                  | 69          | 28,16 %     | 116         | 51,33 %     |
|                                  | Emmanuel Macron       | En marche !                   | EM                  | 61          | 24,90 %     | 110         | 48,67 %     |
|                                  | Jean-Luc Mélenchon    | Front de gauche               | FDG                 | 37          | 15,10 %     |             |             |
|                                  | Éric Zemmour          | Reconquête                    |                     | 16          | 6,53 %      |             |             |
|                                  | Valérie Pécresse      | Les Républicains              | LR                  | 11          | 4,49 %      |             |             |
|                                  | Jean Lassalle         | Résistons !                   | R                   | 11          | 4,49 %      |             |             |
|                                  | Anne Hidalgo          | Parti socialiste              | PS                  | 3           | 1,23 %      |             |             |
|                                  | Fabien Roussel        | Parti communiste français     | PC                  | 19          | 7,76 %      |             |             |
|                                  | Nicolas Dupont-Aignan | Debout la République          | DLR                 | 9           | 3,67 %      |             |             |
|                                  | Yannick Jadot         | Europe Écologie-Les Verts     | EELV                | 5           | 2,04 %      |             |             |
|                                  | Nathalie Arthaud      | Lutte Ouvrière                | LO                  | 1           | 0,41 %      |             |             |
|                                  | Philippe Poutou       | Nouveau Parti anticapitaliste | NPA                 | 3           | 1,22 %      |             |             |
|                                  |                       |                               |                     |             |             |             |             |
| Gesamt                           | Gesamt                | Gesamt                        | Gesamt              | 245         | 100 %       | 226         | 100 %       |
|                                  |                       |                               |                     |             |             |             |             |
| Gültige Stimmen                  | Gültige Stimmen       | Gültige Stimmen               | Gültige Stimmen     | 245         | 95,33 %     | 226         | 91,50 %     |
| Ungültige Stimmen                | Ungültige Stimmen     | Ungültige Stimmen             | Ungültige Stimmen   | 12          | 4,67 %      | 21          | 8,50 %      |
| Wahlbeteiligung                  | Wahlbeteiligung       | Wahlbeteiligung               | Wahlbeteiligung     | 257         | 83,99 %     | 247         | 80,72 %     |
| Enthaltungen                     | Enthaltungen          | Enthaltungen                  | Enthaltungen        | 49          | 16,01 %     | 59          | 19,28 %     |
| Registrierte Wähler              | Registrierte Wähler   | Registrierte Wähler           | Registrierte Wähler | 306         |             | 306         |             |
|                                  |                       |                               |                     |             |             |             |             |
| Quelle: Ministère de l'Intérieur |                       |                               |                     |             |             |             |             |

Die Präsidentschaftswahlen 2022 in Sarrazac konnte Marine Le Pen knapp für sich entscheiden.

## Wirtschaft

### Beschäftigung
Im Jahr 2015 betrug die erwerbsfähige Bevölkerung zwischen 15 und 64 Jahren 148 Personen bzw. 38,9 % der Gesamtbevölkerung. Im Vergleich zu 2010 hat sich die Zahl der Arbeitslosen von 11 auf 14 erhöht, die Arbeitslosenquote liegt somit jetzt bei 9,5 %.

### Unternehmen
Am 31. Dezember 2015 waren 45 Unternehmen in Sarrazac ansässig, davon 19 in Landwirtschaft, Forsten und Fischerei, 16 im Sektor Handel, Transport oder Dienstleistungen, 5 im Baugewerbe, 4 im Sektor Verwaltung, Bildung, Gesundheit oder Soziales und 1 in der Industrie.

## Sehenswürdigkeiten
- Ortskirche Saint-Hilaire-et-Saint-Léoben
- Herrenhaus von Sarrazac – Manoir de Sarrazac

## Photogalerie

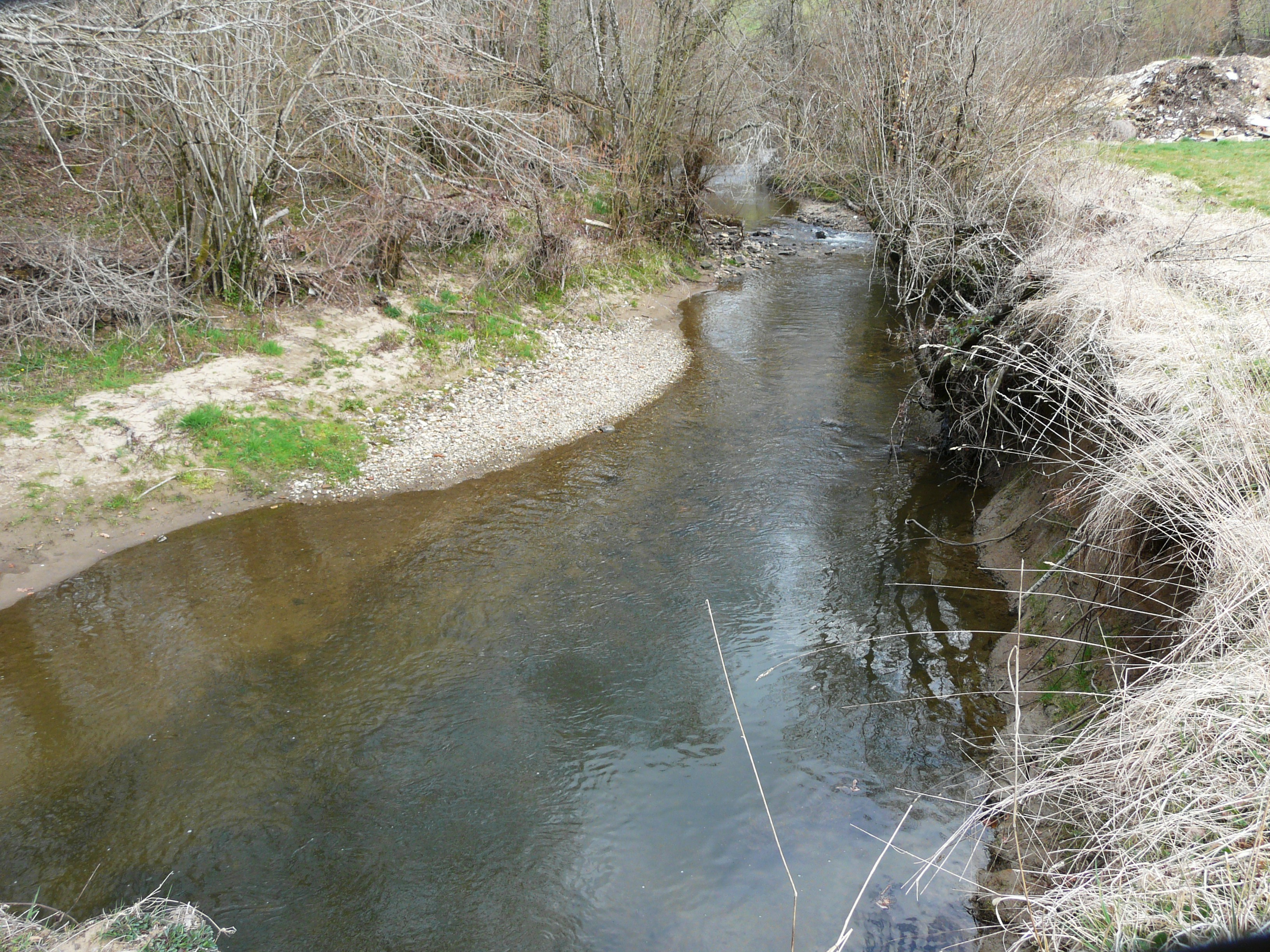
Der Lavaud oberhalb von Gengireau
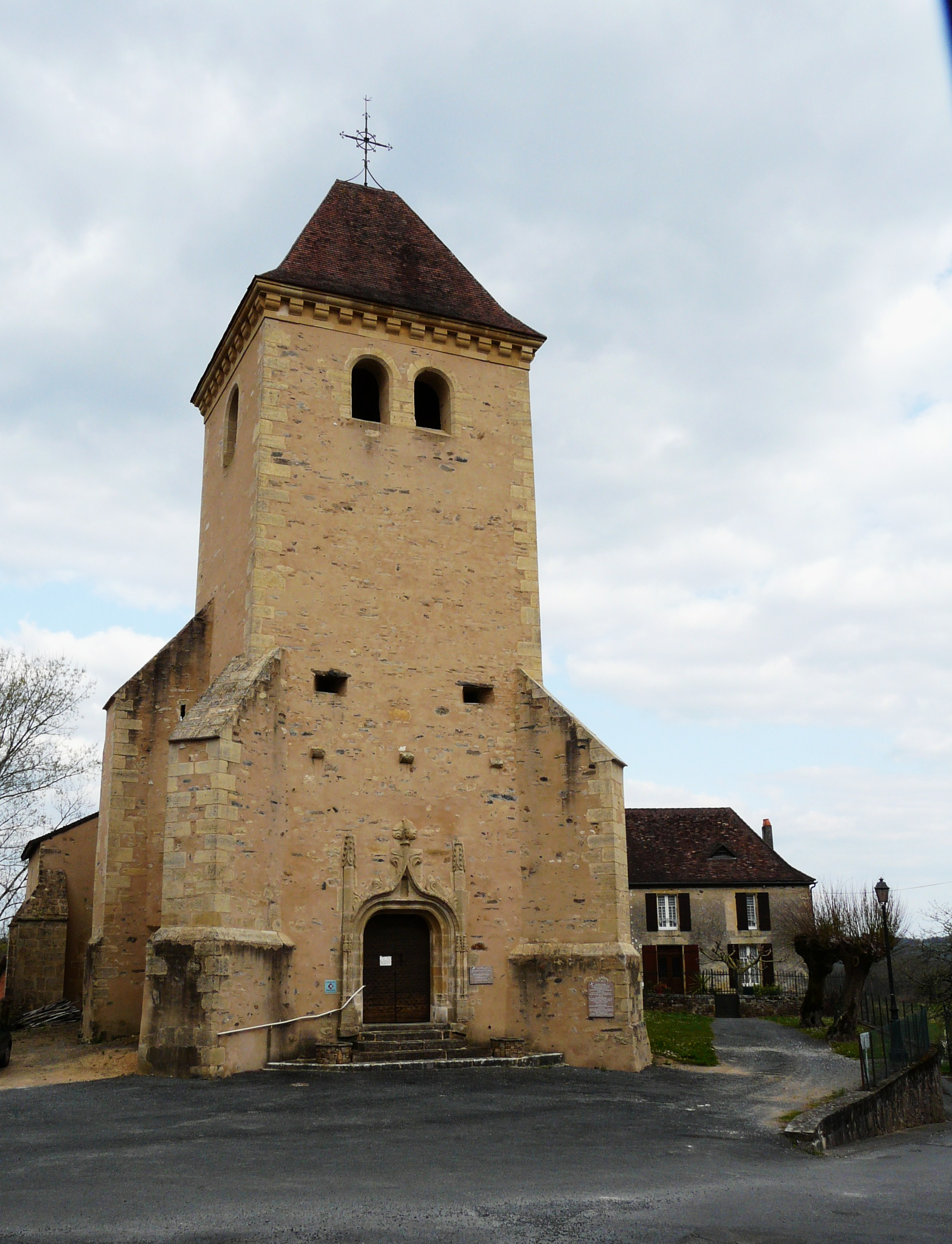
Ortskirche Saint-Hilaire-et-Saint-Léoben
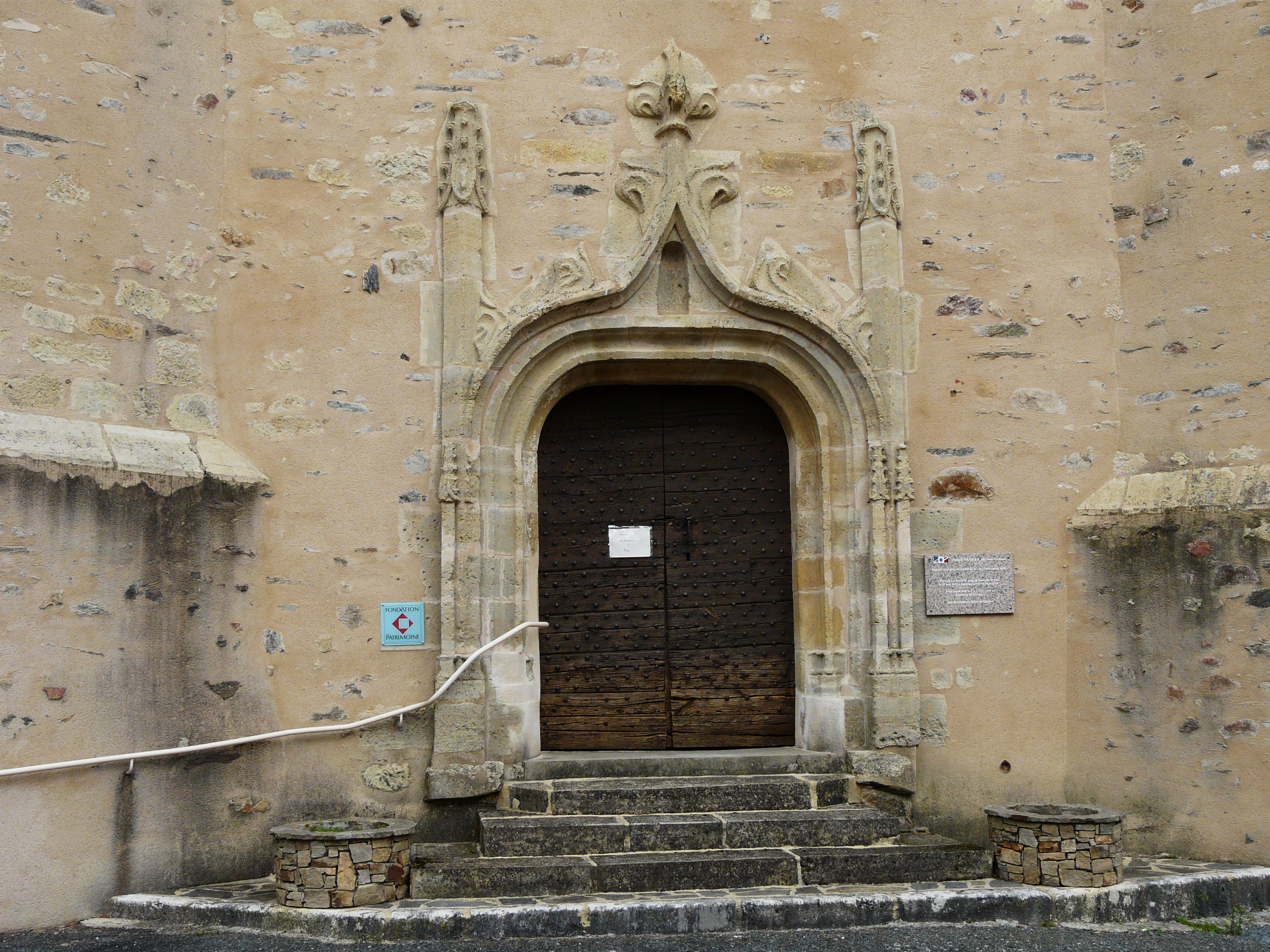
Eingangsportal der Ortskirche
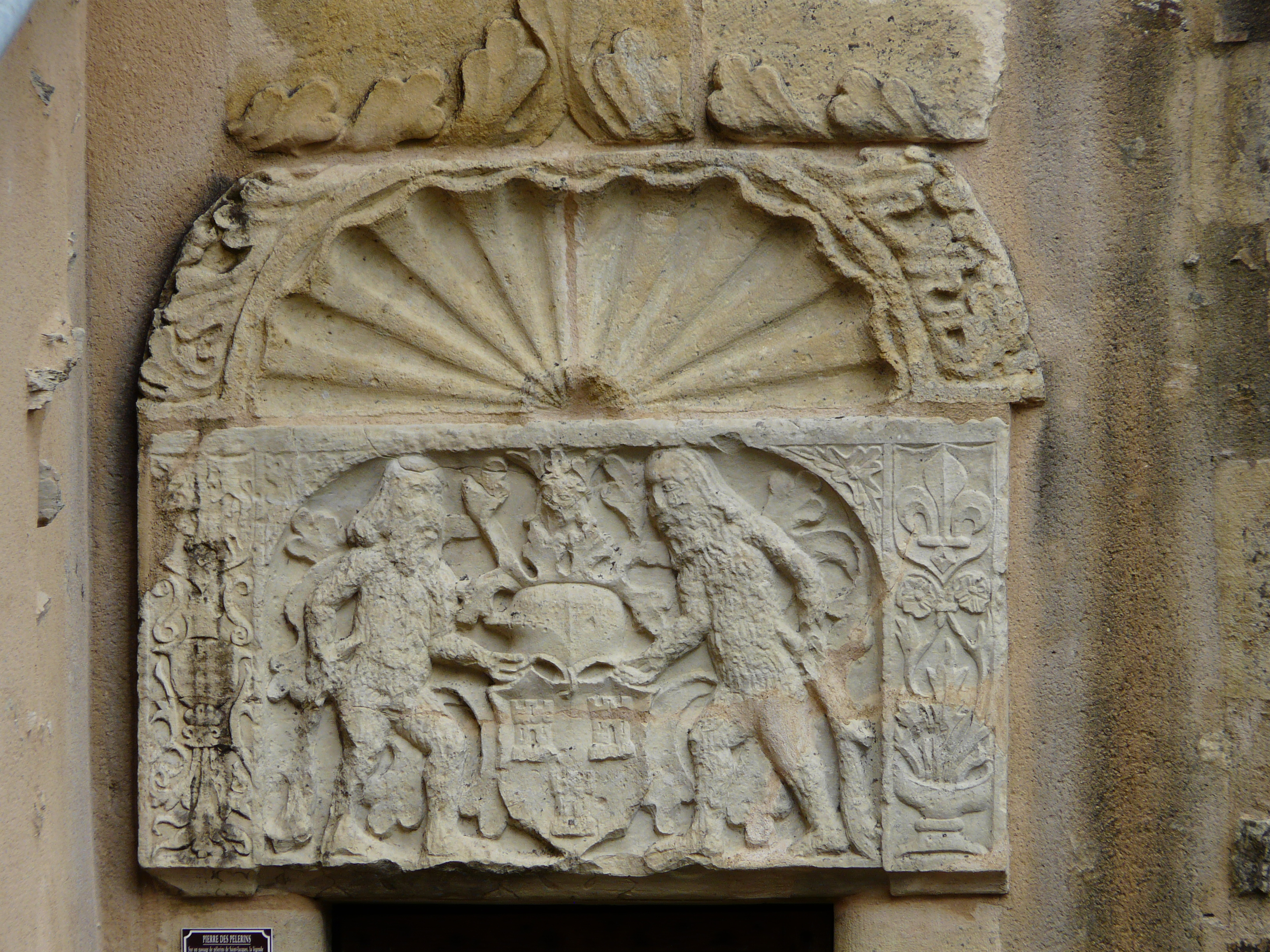
Stein der Sankt-Jakobspilger über der Sakristeitür
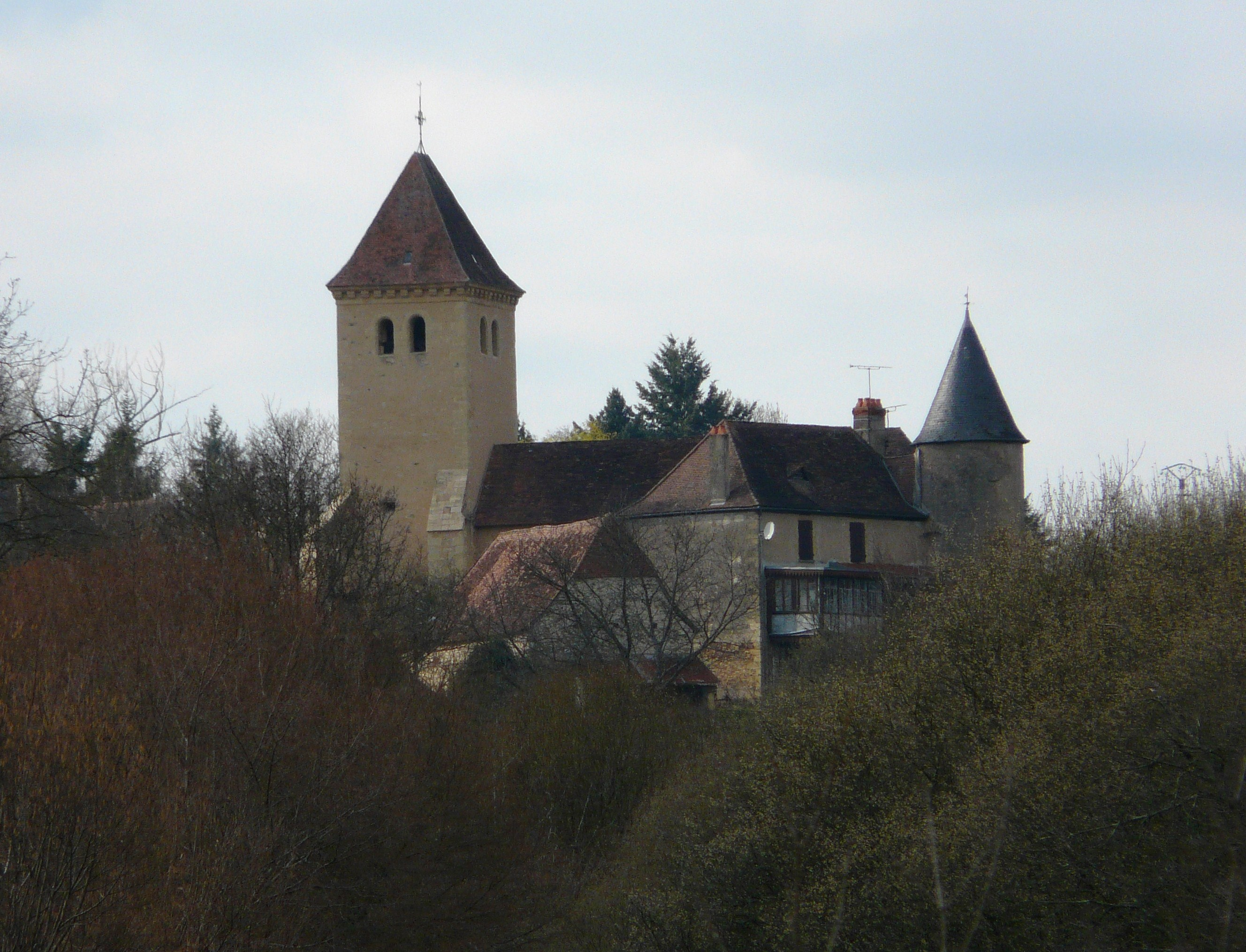
Herrenhaus Manoir de Sarrazac und Kirche
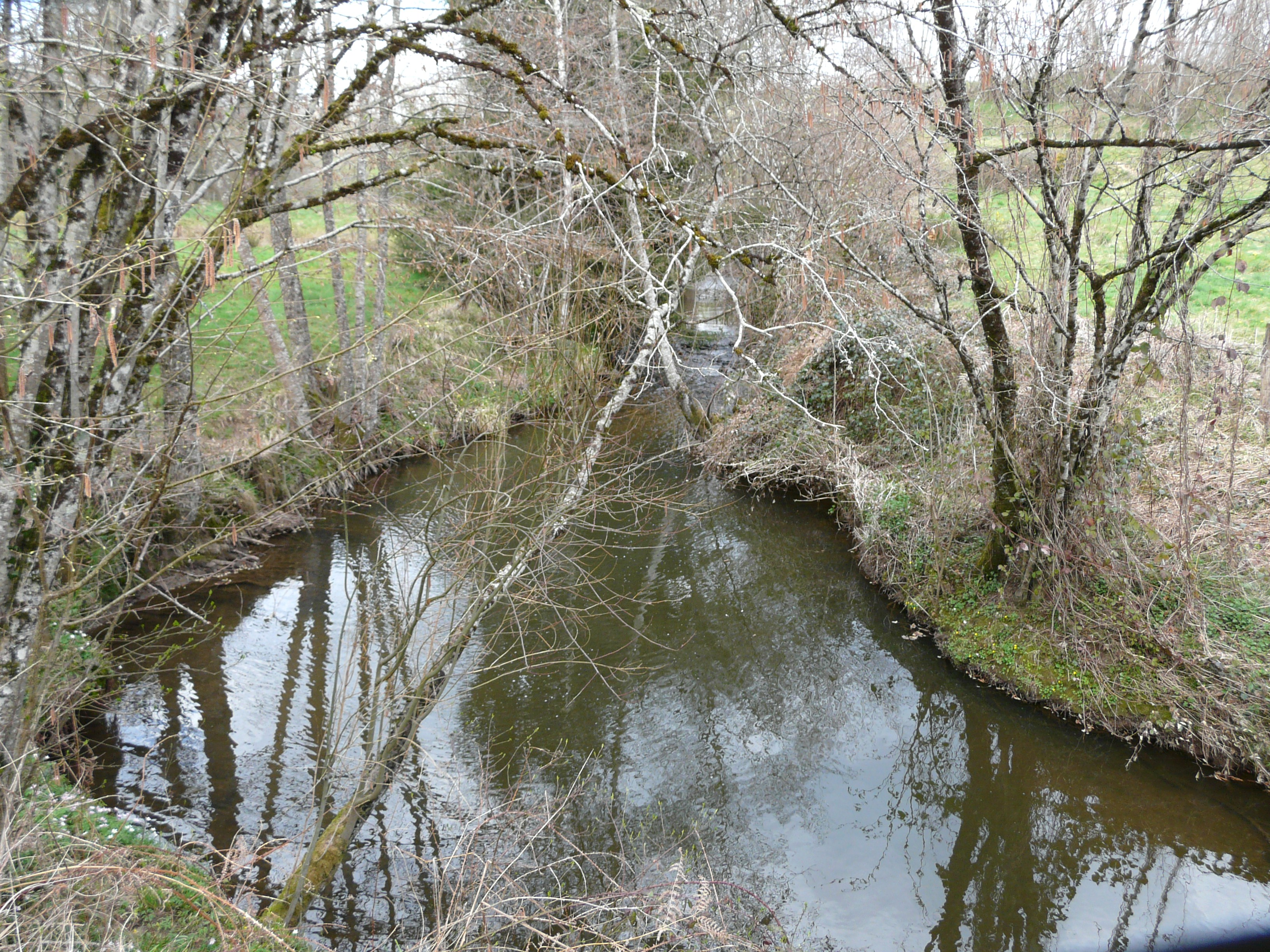
Der Laveau (oder Roulet) zwischen Goudour und Sarrazac